# Sakai Noriko
Sakai Noriko (酒井 法子 (Tửu Tỉnh Pháp Tử) Sakai Noriko) sinh ngày 14 tháng 2 năm 1971) là một ca sĩ và diễn viên Nhật Bản. Cô sinh ở Fukuoka, tỉnh Fukuoka, Nhật, và đã lập gia đình vào năm (1998), cô sinh được một cậu con trai (1999). Cô cũng khá nổi tiếng ở Hồng Kông, Đài Loan và Việt Nam.
Sakai đã phát hành album đầu tiên, "Otoko no Ko ni Naritai" (男のコになりたい, Tôi muốn là một cậu bé) vào ngày 5 tháng 2 năm 1987, 9 ngày sau lần sinh nhật thứ 16 của mình. Trên 40.000 bản đã được bán hết. Trong những năm đầu sự nghiệp, cô thường dùng nickname NORI-P (のりピー), đến khoảng giữa thập niên 1990 cô đã không còn gắn bó với biệt danh này nữa.

## Tác phẩm

### Solo
- Fantasia - Noriko Part I
- Yumeboken NORIKO SPECIAL
- GUANBARE - Noriko Part II
- Lovely Times - Noriko Part III
- Blue Wind - Noriko Part IV
- My Dear - Noriko Part V
- Singles - Noriko Best
- White Girl - Noriko Part VI
- Sweet'n Bitter - Noriko Part VII
- CD-FILE 1
- CD-FILE 2
- CD-FILE 3
- Magical Montage Company
- Sentimental Best
- Manmoth
- Singles - Noriko Best II
- Anata-ga Michite Yuku
- Natural best
- 10 SONGS
- Watercolour
- YOUYENCHI ENRI (Mandarin)
- TWIN BEST
- in snowflakes
- work out fine
- Asian Tour Special ~ Asian Collection '98
- Pure Collection
- Single - Noriko Best III
- ASIA2000 - Work of Love
- Moments
- Best Selection

### Đĩa đơn
- Otoko no Ko ni Naritai
- Nagisa no FANTASY
- NO.RE.na.i Teen-age
- Yumeboken
- GUANBARE
- 1 Okuno SMILE - PLEASE YOUR SMILE
- NORI-P Ondo
- HAPPY AGAIN
- Honki o Dashite
- Otogi no Kuni no Birthday
- Love Letter
- Sayonara o Sugite
- All Right
- Shiawasenante Hoshikunaiwa
- DIAMOND BLUE
- Hohoemi wo Mitsuketa
- Eve no Tamago
- Anata ni Tenshi ga Mierutoki
- MONTAGE
- Namida ga Tomaranai ~ HOW!AW!YA!~
- Karui Kimochi no Julia
- Nagisa no PITHECANTHROPUS
- Tabun TABOO
- Anata ga Michi te Yuku
- Egao ga Wasureranai
- Sasowarete
- OH OH OH ~We are the Winners~
- Aoi Usagi
- Here I am
- Kagami no DORESU
- Namida Iro
- Yokogao
- PURE
- WORDS OF LOVE
- Miracle
- Tenka Muteki no Ai
- Susume! Hakkushon BABY

### Hộp băng
- Noriko
- Complete DVD

### Bài hát đóng góp ban đầu
- Gunbusters (Active Heart)
- Video Girl Ai (Ureshi Namida)
- Hoshi no Kinka (Aoi Usagi - Chú thỏ màu xanh)
- Zoku Hoshi no Kinka (Kagami no doresu - Chiếc váy thủy tinh)

## Video
- GUANBARE CDV Special (đĩa mini laser)

## Kịch ảnh
- Toi Shinseki Chikaku no Tanin, NHK 1990
- Hitotsu Yane no Shita vai Kashiwagi Koyuki, truyền hình Fuji 1993
- Longing For The Old You, NTV 1994
- Watashi, Mikata Desu, TBS 1995
- Hoshi no Kinka (Ngôi sao may mắn)) vai Kuramoto Aya, NTV 1995
- Zoku Hoshi no Kinka (Ngôi sao may mắn phần II) vai Kuramoto Aya, NTV 1996
- Hitotsu Yane no Shita 2 vai Kashiwagi Koyuki, Fuji TV 1997
- Seija no Koushin, TBS 1999
- Tenshi ga Kieta Machi, NTV 2000
- Honke no Yome, NTV 2001
- Toshiie and Matsu vai One, NHK 2002
- Mukodono 2003, Fuji TV 2003
- Fight vai Kido Ayako, NHK 2005

## Các phim
- Ju-on: The Grudge 2, 2003
- Yogen, 2004

## Sách ảnh
- Let's NORI-P
- Shuffle Heart
- Blue Pearl
- Aquarius
- Zephoros
- In Europe
- In Greece
- Comme Le Cinema
- Shinin Run
- Oranger Hotel
- Naturelle
- Fizz